# ديفيد بيركنس
ديفيد بيركنس (بالإنجليزية: David Perkins)‏ (21 يونيو 1982 في المملكة المتحدة - ) هو لاعب كرة قدم بريطاني في مركز الوسط. شارك مع منتخب إنجلترا لكرة القدم C ‏. أما مع النوادي، فقد لعب مع ستوكبورت كونتي وكولتشستر يونايتد ونادي بارنسلي ونادي بلاكبول وويغان أتلتيك ونادي تشيسترفيلد ونادي موركامب ونادي روتشديل.

## وصلات خارجية
- ديفيد بيركنس على موقع قاعدة بيانات كرة القدم.إي يو (الإنجليزية)
- ديفيد بيركنس على موقع Soccerbase.com (لاعب) (الإنجليزية)
- ديفيد بيركنس على موقع Soccerway.com (الإنجليزية)